# Daniela Kluckert

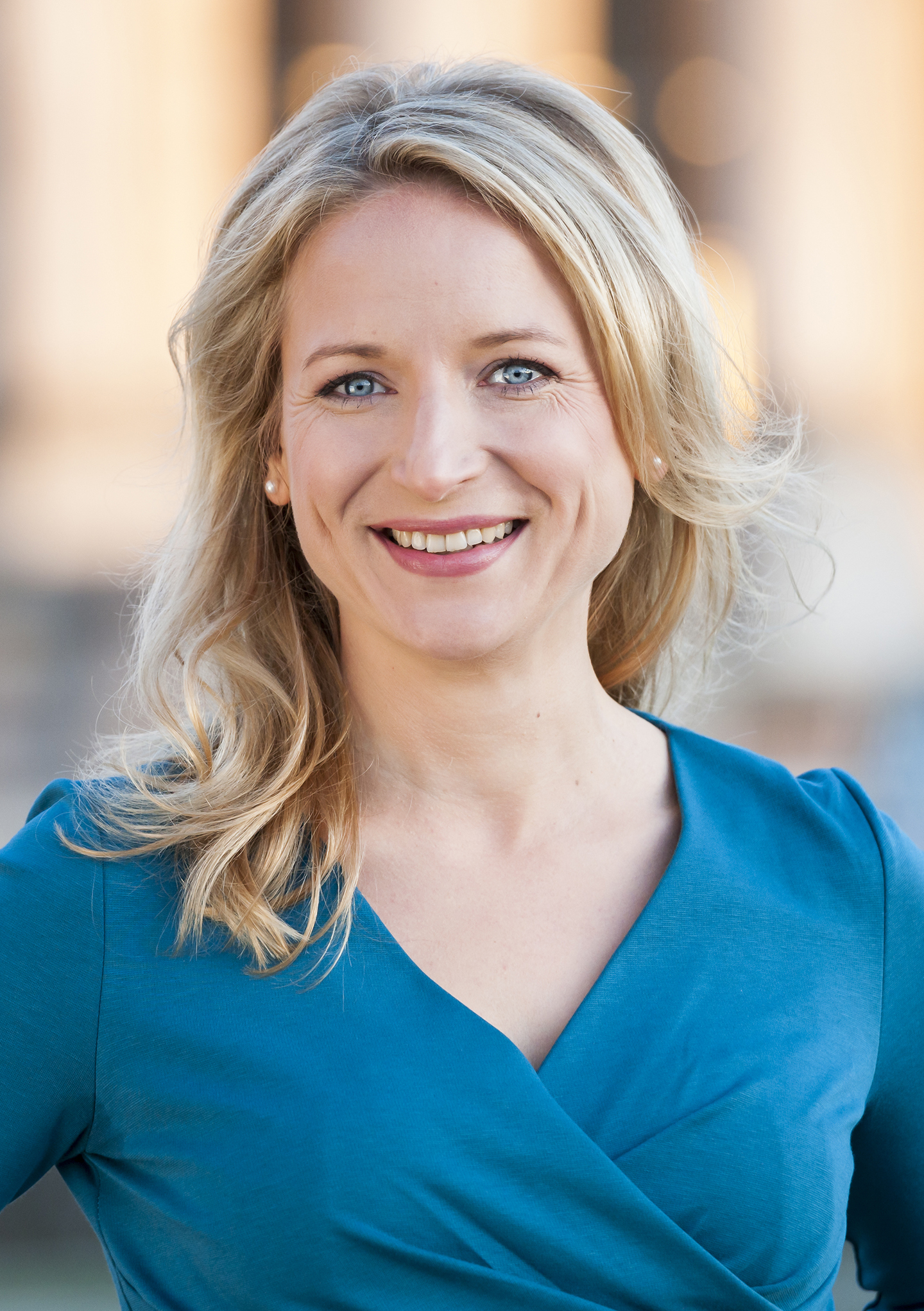
Daniela Kluckert, 2017

Daniela Kluckert (* 22. Dezember 1980 in Nürnberg) ist eine deutsche Politikerin (FDP) und Diplom-Volkswirtin. Sie war von 2017 bis 2025 Mitglied des Deutschen Bundestages und vom 8. Dezember 2021 bis 7. November 2024 Parlamentarische Staatssekretärin beim Bundesminister für Digitales und Verkehr.

## Beruflicher Werdegang
Kluckert wuchs in Weißenborn, Niedersachsen auf. Nach dem Abitur 2002 nahm sie ein Studium der Volkswirtschaftslehre an der Julius-Maximilians-Universität Würzburg und der Freien Universität Berlin auf, das sie mit Diplom abschloss. Von 2009 bis 2013 arbeitete sie als Mitarbeiterin eines Abgeordneten im Deutschen Bundestag. Vor ihrem Einzug in den Deutschen Bundestag arbeitete Kluckert als Ministerialreferentin für das Sächsische Wirtschaftsministerium bei der Sächsischen Landesvertretung, in der sie für die Bereiche Verkehr und digitale Agenda zuständig war.

## Politischer Werdegang

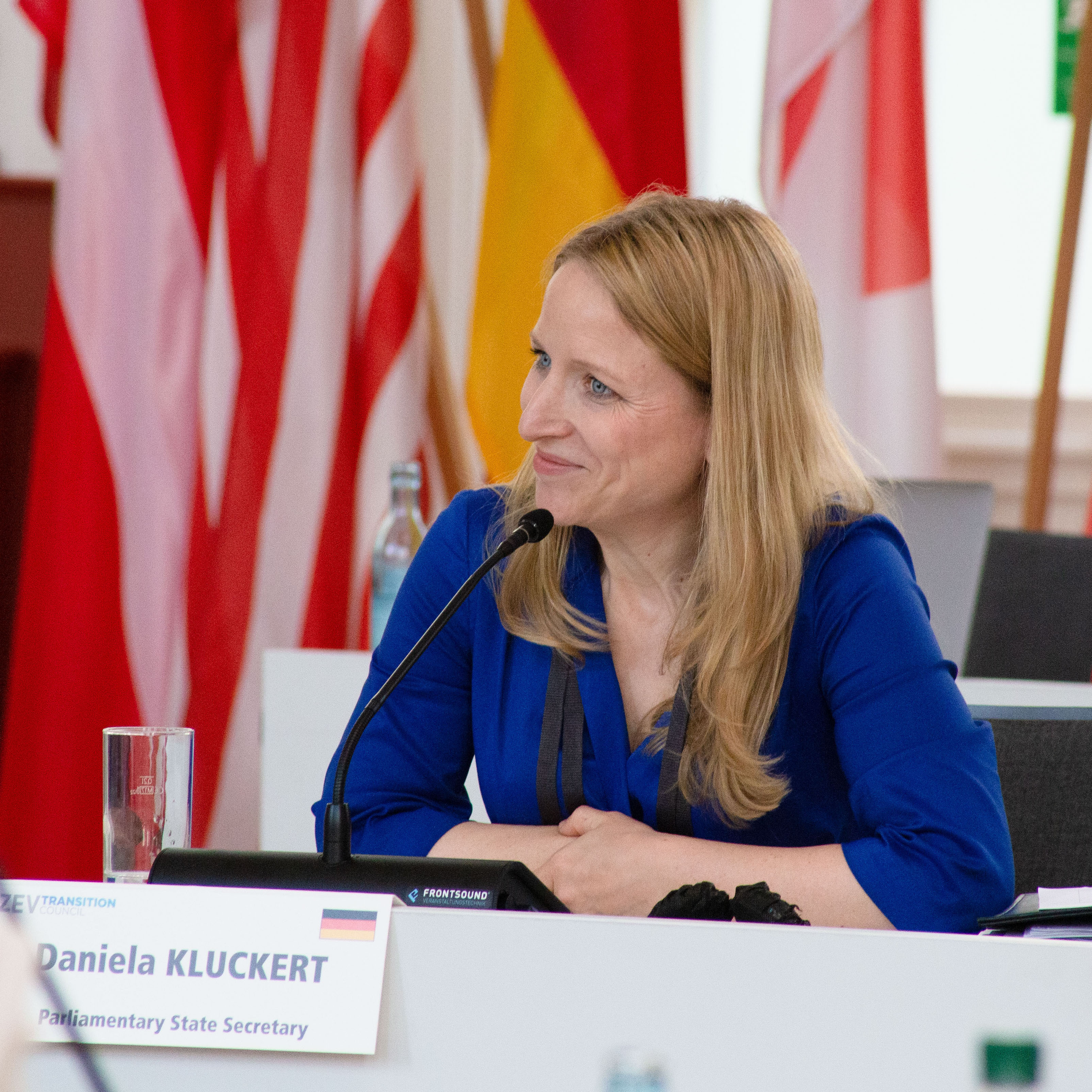
Daniela Kluckert beim International Transport Forum, 2022

Kluckert trat 2005 in die FDP ein und wurde 2006 zur Berliner Landesvorsitzenden der Jungen Liberalen gewählt, welche sie während der Wahl zum Abgeordnetenhaus von Berlin führte. Seit 2011 sitzt sie dem Bezirksverband der FDP Pankow vor. 2016 wurde Kluckert zudem mit der Zuständigkeit für Wirtschaft in den Landesvorstand der FDP Berlin gewählt, bevor sie im März 2018 zur stellvertretenden Landesvorsitzenden votiert wurde.
Für die Bundestagswahl 2017 trat Kluckert als FDP-Kandidatin im Wahlkreis Berlin-Pankow an und zog über den zweiten Platz der FDP-Landesliste in den 19. Deutschen Bundestag ein. Sie war stellvertretende Vorsitzende des Ausschusses für Verkehr und digitale Infrastruktur sowie ordentliches Mitglied der Enquete-Kommission „Künstliche Intelligenz – Gesellschaftliche Verantwortung und wirtschaftliche, soziale und ökologische Potentiale“. Zudem war sie stellvertretendes Mitglied im parlamentarischen Beirat für nachhaltige Entwicklung.
Seit Mai 2021 ist Kluckert Mitglied im Bundesvorstand der FDP. Für die Bundestagswahl 2021 wurde sie erneut auf Platz 2 der Landesliste der FDP Berlin gewählt und schaffte über diesen den Wiedereinzug in den Bundestag.
Seit dem 8. Dezember 2021 war sie Parlamentarische Staatssekretärin beim Bundesminister für Digitales und Verkehr, Volker Wissing. Seit dem 12. Januar 2022 war sie zusätzlich auf Vorschlag von Bundesminister Wissing Beauftragte der Bundesregierung für Ladesäuleninfrastruktur. Nach dem Bruch der Ampel-Koalition erklärte Kluckert am 7. November 2024 ihren Rücktritt als Parlamentarische Staatssekretärin.
Mit dem Scheitern an der 5-Prozent-Hürde bei der Bundestagswahl 2025 schied sie aus dem Bundestag aus.
Kluckert steht der Politik der Volksrepublik China in Bezug auf die Themen Menschenrechte, Hongkong, Tibet und Taiwan kritisch gegenüber.

## Mitgliedschaften
Kluckert engagiert sich bei der Freien Demokratischen Wohlfahrt und der deutsch-israelischen Gesellschaft. Des Weiteren ist sie Mitglied bei den Liberalen Frauen und Fördermitglied der Jungen Liberalen. Seit 2025 ist sie darüber hinaus Mitglied des Kuratoriums der Stiftung Bibel und Kultur.

## Privates
Kluckert ist evangelisch-lutherisch und verheiratet mit dem Juristen Sebastian Kluckert. Zusammen haben sie eine Tochter, die im Februar 2021 zur Welt kam, und einen Sohn, der 2023 geboren wurde. Ihr Schwager ist Florian Kluckert.